# Torres Strait Ø-folket
Torres Strait Ø-folket er en urbefolkning i Torres Strait (Torressundet), der er en del af Queensland, Australien. De er melanesere, der kulturelt er beslægtet med Papua Ny Guineas kystfolk. De anses at være adskilt fra resten af Australiens aboriginere. Der findes også to samfund med Torres Strait folk på den nærved liggende kyst på Australiens fastland Bamaga og Seisa.
Der findes 6.800 Torres Strait folk, der bor inden for Torres Sund området med yderligere 42.000, som bor uden for, hovedsagelig i det nordlige Queensland og særligt i Townsville og Cairns.

## Kultur og sprog
Torres Strait Ø-folket har en unik kultur, som er udviklet ud fra øernes forudsætninger. De er folk, der lever af havet, og som har handel med Ny Guineas folk. Til forskel fra det australske fastlands urbefolkning var Torres Strait folket jordbrugere, som dog kompletterede føden med jagt og indsamling.
Kala Lagaw Ya, Kalau Kawau Ya, Kulkalgau Ya og Kawalgau Ya, der er dialekter ift. hinanden, tales på de nordlige, vestlige og centrale øer. Disse er beslægtet med australske sprog. Meriam Mir, der er beslægtet med papuansk sprog, tales på de østlige øer.